# جک مک لوفلین
جک مک لوفلین (انگلیسی: Jack McLoughlin؛ زادهٔ ۱ فوریهٔ ۱۹۹۵) ورزشکار ورزش شنا اهل استرالیا است.
وی در مسابقات کشوری و بین‌المللی در مجموع برندهٔ ۳ مدال طلا، ۱ مدال نقره و ۲ مدال برنز شده‌است.